# Honeyania
Honeyania là một chi bướm đêm thuộc họ Erebidae.